# Центр Шпикера
Центр Шпикера — замечательная точка треугольника, определяемая как центр масс периметра треугольника;
то есть центр тяжести однородной проволоки, проходящей по периметру треугольника.
Точка названа в честь немецкого геометра XIX века Теодора Шпикера.
В Энциклопедии центров треугольника Кларка Кимберлинга указана как X(10).

## Свойства

Центр Шпикера (S) треугольника является центром пересечения кливеров, обозначены синими линиями.

Центр Шпикера — радикальный центр трёх вневписанных окружностей. Зелёным цветом обозначены радикальные оси соответствующих пар окружностей; они перпендикулярны линиям центров.

- Центр Шпикера является инцентром серединного треугольника[1]. То есть центр Шпикера {\displaystyle \triangle ABC} является центром окружности, вписанной в серединный треугольник {\displaystyle \triangle ABC} (в его дополнительный треугольник)[5]. Эта окружность известна как окружность Шпикера[англ.].

- Центр Шпикера является центром кливеров треугольника {\displaystyle \triangle ABC}[1]. То есть все три кливера треугольника пересекаются в одной точке — в центре Шпикера {\displaystyle S}. (Кливер треугольника — это отрезок, один конец которого находится в середине одной из сторон треугольника, второй конец находится на одной из двух оставшихся сторон, при этом кливер разбивает периметр пополам.)

- Центр Шпикера, инцентр ({\displaystyle I}), центроид ({\displaystyle G}) и точка Нагеля ({\displaystyle M}) треугольника лежат на одной прямой — на второй прямой Эйлера (прямой Эйлера — Нагеля). Более того[6],

{\displaystyle \left\{{\begin{matrix}IS=SM;\\IG=2GS;\\MG=2IG.\end{matrix}}\right.}
- Центр Шпикера лежит на гиперболе Киперта треугольника.

- Центр Шпикера {\displaystyle \triangle ABC} является точкой пересечений прямых {\displaystyle AX}, {\displaystyle BY} и {\displaystyle CZ}, где {\displaystyle \triangle XBC}, {\displaystyle \triangle YCA} и {\displaystyle \triangle ZAB} — подобные, равнобедренные и одинаково расположенные, построенные на сторонах треугольника {\displaystyle \triangle ABC}снаружи, имеющие один и тот же угол у основания {\displaystyle \mathrm {arctg} \,\left(\mathrm {tg} \,{\frac {A}{2}}\;\mathrm {tg} \,{\frac {B}{2}}\;\mathrm {tg} \,{\frac {C}{2}}\right)}[7].
  - Это свойство выполняется не только для центра Шпикера. Например, первая точка Наполеона {\displaystyle N_{1}}, как и центр Шпикера, является точкой пересечений прямых {\displaystyle AX}, {\displaystyle BY}и {\displaystyle CZ}, где {\displaystyle \triangle XBC}, {\displaystyle \triangle YCA} и {\displaystyle \triangle ZAB} — подобные, равнобедренные и одинаково расположенные, построенные на сторонах треугольника {\displaystyle \triangle ABC}снаружи, имеющие один и тот же угол у основания {\displaystyle 30^{\circ }}.

- Центр Шпикера является радикальным центром трёх вневписанных окружностей[8].
- трилинейные координаты точки {\displaystyle S}[4]: {\displaystyle (bc(b+c),\;ca(c+a),\;ab(a+b))}.

- Барицентрические координаты центра Шпикера[4]: 
{\displaystyle (b+c,c+a,a+b)}.